# رولاند ماك
رولاند ماك (بالألمانية: Roland Mack)‏ هو رائد أعمال ألماني، ولد في 12 أكتوبر 1949 في فرايبورغ في ألمانيا.

## روابط خارجية
- رولاند ماك على موقع مونزينجر (الألمانية)